# Kırkarmut, Kandıra
Kırkarmut là một xã thuộc huyện Kandıra, tỉnh Kocaeli, Thổ Nhĩ Kỳ. Dân số thời điểm năm 2010 là 431 người.